# 非洲大貓
《非洲大貓》（英語：African Cats）是一部2011年美法合拍的自然類紀錄片，講述了一群獅子和一群獵豹試圖在非洲大草原上求生的故事。電影由凱思·修利和艾雷斯泰·法瑟吉尔執導，迪士尼自然製作，2011年4月22日世界地球日在美國上映。山繆·傑克森擔任美國版旁白，英國版則由派崔克·史都華負責，部分收益捐贈給了非洲野生動物基金會（AWF）以及他們致力保護的肯亞安博塞利野生動物走廊。
《非洲大貓》與非洲野生動物基金會合作的倡議標語為「看非洲大貓，拯救大草原」；截至2011年5月2日，票房收入轉化為肯亞50,000英畝的土地。

## 發行
《非洲大貓》2011年4月22日世界地球日在美國上映；電影上映前預售票達170萬美元。

## 外部連結
- 官方网站
- 互联网电影数据库（IMDb）上《非洲大貓》的资料（英文）
- TCM电影资料库上《非洲大貓》的资料（英文）
- AllMovie上《非洲大貓》的资料（英文）